# Useras
Useras (en valenciano y cooficialmente les Useres) es un municipio de la provincia de Castellón en la Comunidad Valenciana, España. Situado en la comarca del Alcalatén.

## Topónimo
El nombre de Useras deriva quizá del vocablo celta latinizado "ucetium", que ha dado lugar a bastantes topónimos en el sur de Francia, en Cataluña y en la Comunidad Valenciana. Sarthou Carreres lo hace derivar del nombre latino de la cebada "hordeum" y vendría a significar graneros o tierras productoras de tal cereal. La interpretación personal de algún investigador la hace proceder de la corrupción gramatical de la expresión "Masos dels Urrees".

## Geografía
Situada entre barrancos y montañas, con la población dispersa por las masías, en el sector central de la comarca del Alcalatén. El nivel más bajo está en el Formany y les Molineres a 200 m, junto a la Rambla de la Viuda, y el más alto en el Castellet d'Enpineda, a 779 m sobre el nivel del mar, en el cual en invierno podemos encontrar nieve.	
Desde Castellón de la Plana se accede a esta localidad a través de la CV-16, tomando luego la CV-190 y a continuación la CV-165.

### Barrios y pedanías
En el término municipal de Useras se encuentran los siguientes núcleos de población:
- Las Crevadas.
- El Pla.
- El Perchet.

### Localidades limítrofes
Adzaneta, Culla, Vall d'Alba, Sierra Engarcerán, Villafamés, Costur, Figueroles y Lucena del Cid todas ellas de la provincia de Castellón.

### Municipios de la Mancomunidad L’Alcalatén-Alto Mijares
Castillo de Villamalefa, Costur, Figueroles, Lucena del Cid, Ludiente, Useras, Villahermosa del Río y Zucaina.
https://dogv.gva.es/datos/2020/10/28/pdf/2020_8424.pdf

## Historia
Existen restos ibéricos, construcciones y cerámica, en la Vilavella, topónimo de significado claro. Posiblemente, este enclave formaba parte de una cadena de asentamientos, que pueden rastrearse en los restos de cerámica, en la Trauanta, la Ponsa, el Mas d'En Retor, la misma Vilavella, Artesa, el Mas de Carxet, etc.. Como restos más antiguos se han encontrado un par de hachas de piedra pulimentada.
De la época romana, no sabemos nada cierto. Quizás estuviera en la zona de influencia de la ciudad de Labedoncia, situada por Avieno en la falda del Mons Sellus, el actual Peñagolosa. Quizás tal población fuera el actual Costur, donde Cavanilles da noticia de una lápida sepulcral romana dedicada a la memoria de Fabio Callisto y Fabio Lupo.
Durante la época de Al-Ándalus se comenzaría a extraer mineral de hierro en les Ferreríes y a fundir en el Cagaferro. De esa época permanecen topónimos como Les Mezquites o la Atalaya, y el sistema de riego de la huerta es de origen árabe.
La conquista, y más que conquista ocupación pacífica, la hizo Don Ximèn d'Urrea o Ximeno II d'Urrea. Era éste un importante señor feudal aragonés que había ayudado al rey Jaime I de Aragón en la conquista de Mallorca, de Peñíscola y de Burriana. A cambio y en recompensa de sus servicios, el Rey le concede el 24 de julio de 1233 los territorios del Alcalatén, hasta entonces bajo dominio musulmán, cuyo último señor fue el gobernador almohade de Valencia Zayd Abu Zayd. Ubieto fecha la ocupación en 1235. La ocupación, o al menos el asentamiento de la guarnición y el inicio de las obras de la primitiva iglesia debió hacerse el 6 de agosto.
No se tiene noticia de Carta Puebla alguna. En todo caso, Useras quedará bajo el dominio de los Urrea que posteriormente incorporarán el título de Condes de Aranda. Poco después, al extinguirse sin descendencia la casa de Urrea y Aranda, por matrimonio pasa a manos de la casa ducal de Híjar. En 1818, tras la muerte de D. José Rafael Fadrique Fernández de Híjar, el Alcalatén y, con él, Useras se incorporan a la corona.
Eclesiásticamente, el Alcalaten quedó bajo la jurisdicción del Obispo de Tortosa, como consecuencia de la confirmación que el rey Jaime el Conquistador hizo al Obispo Ponç, con fecha 27 de abril de 1224 del documento por el que sus abuelos Alfonso II y Doña Sancha habían prometido a este obispado las tierras de gran parte de lo que es la provincia de Castellón. Desde 1959, depende de la reciente diócesis de Segorbe-Castellón.
En el siglo XIX, Useras, como otros muchos pueblos, se vieron envueltos en las guerras carlistas. Es de destacar en ellas la batalla de Useras, ganada por el general O'Donnell contra las tropas de Cabrera, el 18 de julio de 1839, que le valió el título de Conde de Lucena.

## Demografía
Useras cuenta con una población de 961 habitantes (INE 2024).
| Gráfica de evolución demográfica de Useras entre 1842 y 2021                                                        |
| |
| Población de derecho según los censos de población del INE Población de hecho según los censos de población del INE |

## Economía

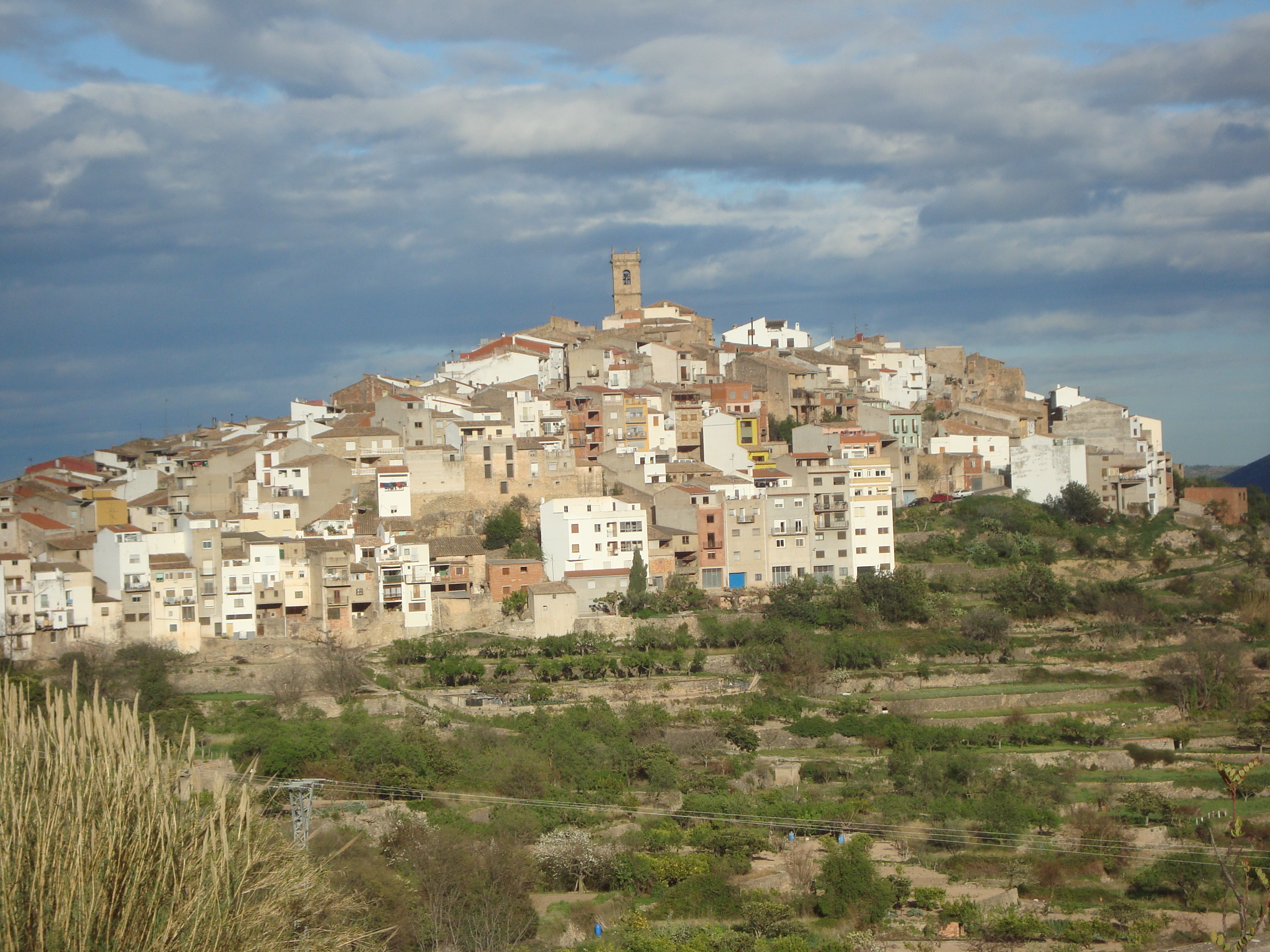
Vista panorámica (Useras, Castellón)

Tradicionalmente basada en la agricultura y la ganadería.
La producción agrícola, aparte los productos de la huerta, se basa en la vid, los almendros, el olivar, los algarrobo y los cereales, trigo y cebada sobre todo. En cuanto a la ganadería destacan las granjas avícolas y de cerdos.
Un importante sector de la población activa se ocupa en el sector industrial en otras poblaciones donde la fabricación de azulejos es la principal actividad (Alcora, Villafamés, San Juan de Moró)
En la partida de Les Ferreríes, existe una mina de hierro abandonada que antiguamente empleaba a un sector de la población, pero que es de escaso rendimiento en los últimos tiempos.

## Administración y política
| Periodo   | Nombre                          | Partido   |
| --------- | ------------------------------- | --------- |
| 1979-1983 | D. Manuel Gozalbo/Alfonso Tomás | UCD       |
| 1983-1987 | José Luis Nebot Martí           | PSPV-PSOE |
| 1987-1991 | José Luis Nebot Martí           | PSPV-PSOE |
| 1991-1995 | José Luis Nebot Martí           | PSPV-PSOE |
| 1995-1999 | José Luis Nebot Martí           | PSPV-PSOE |
| 1999-2003 | Humilde García Pruñonosa        | PP        |
| 2003-2007 | Delia Valero Ferri              | PSPV-PSOE |
| 2007-2011 | Delia Valero Ferri              | PSPV-PSOE |
| 2011-2015 | Jaime M. Martínez Andrés        | PP        |
| 2015-2019 | Jaime M. Martínez Andrés        | PP        |
| 2019-2023 | Jaime M. Martínez Andrés        | PP        |
| 2023-act. | Jaime M. Martínez Andrés        | PP        |

## Patrimonio

### Religioso

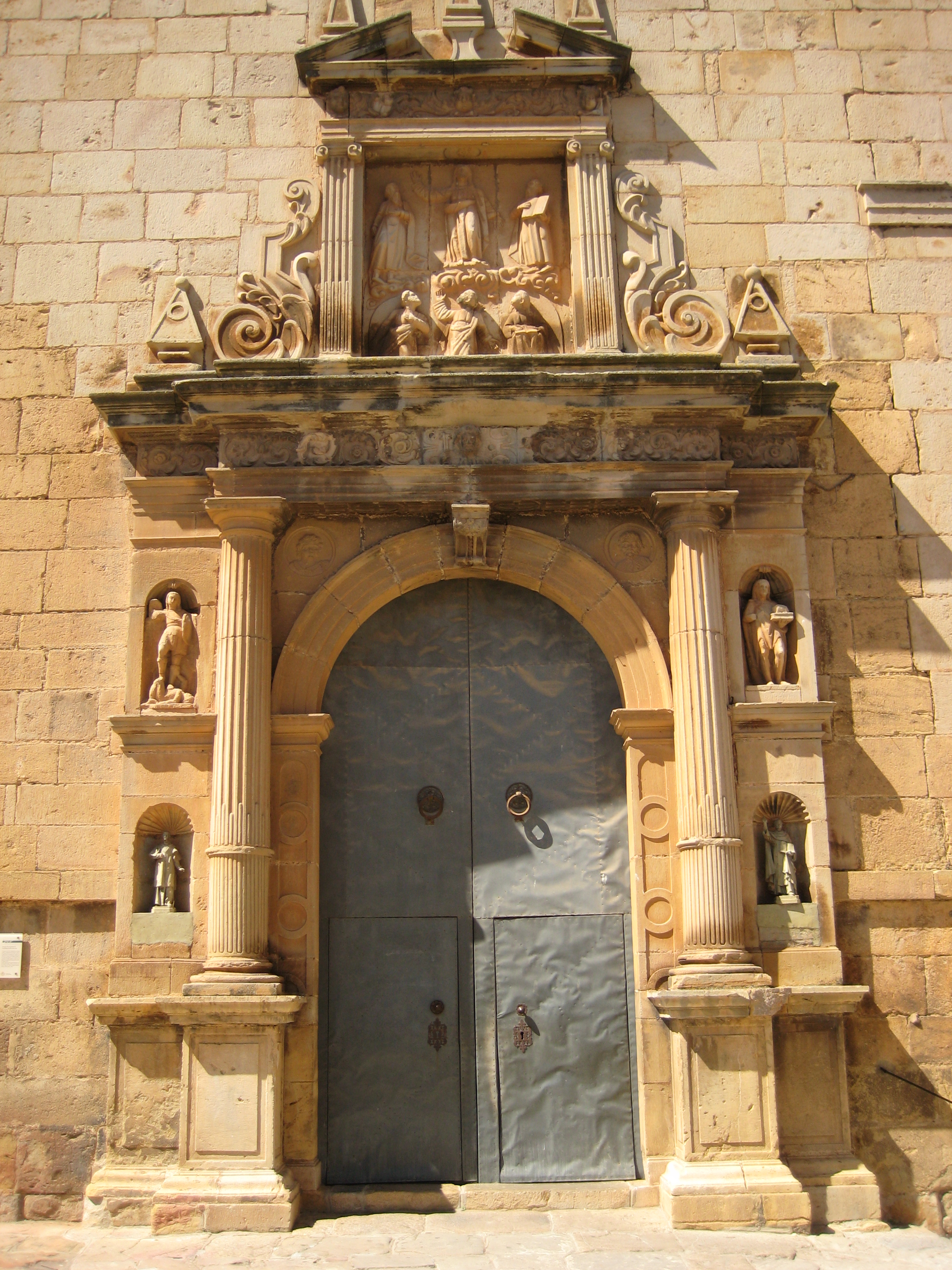
Portada de la iglesia parroquial

- Ermita de la Virgen de Loreto. Sustituyó a otra anterior.
- Ermita del Cristo. La influencia italiana sobre el pueblo es algo que se puede constatar, sobre todo a nivel religioso. La ermita del Cristo la construyó Pablo Fabro. Y posiblemente de esta época es también la de Santa Waldesca y la antigua de Loreto, que con San Felipe Neri, todos ellos italianos, son patronos del pueblo. El nombre de la Font Jordana también es de lo más sugerente.
- Ermita Santa Waldesca. Es un edificio pequeño, con pinturas de pasajes de la Santa.
- Ermita de San Antonio. Data de 1622. De construcción popular, es una de las más estimadas del pueblo. En ella se guarda la imagen del Cristo.

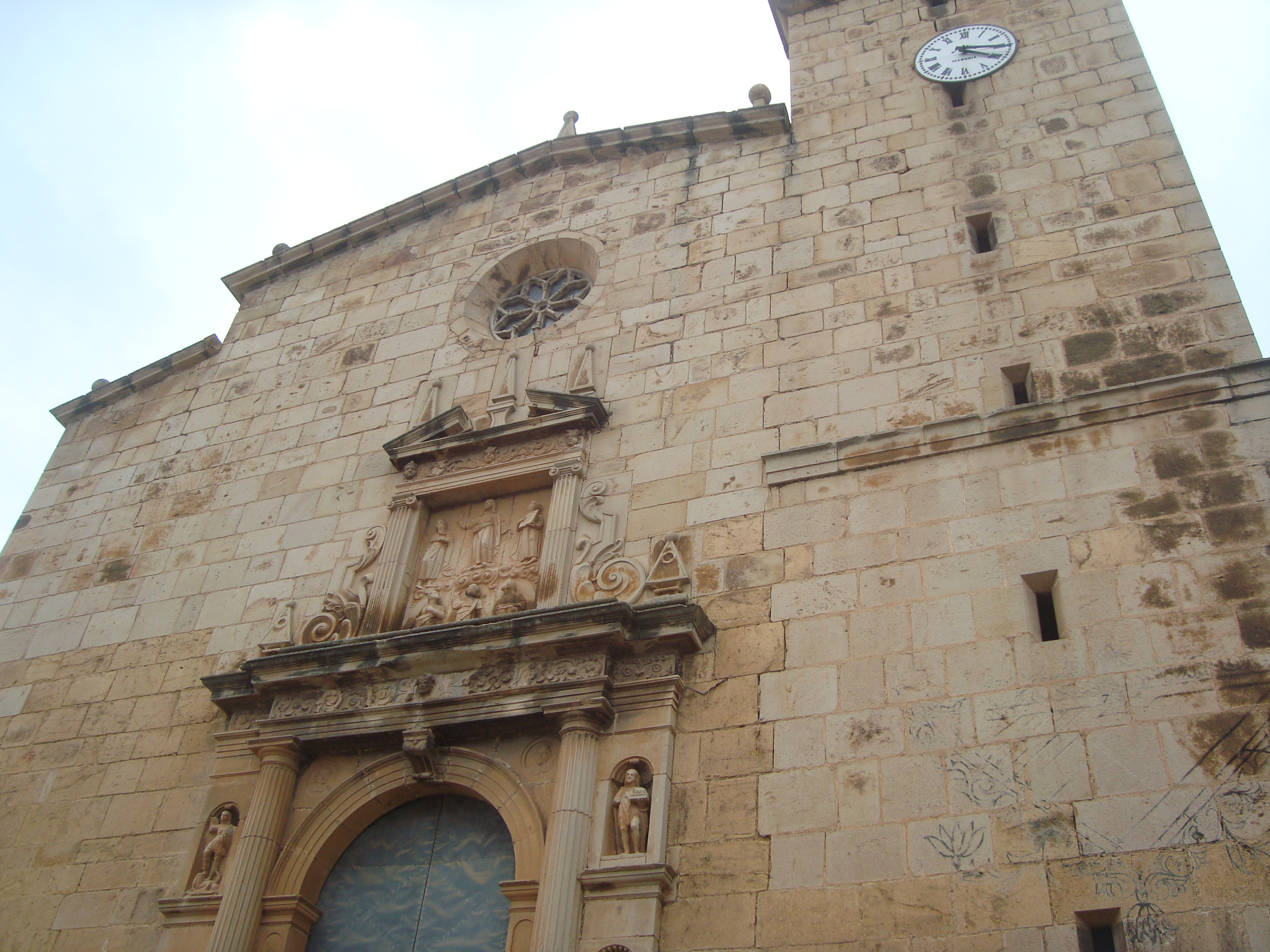
Iglesia parroquial de Les Useres

- Iglesia parroquial de Les UseresIglesia parroquial. Siglo XVII. Dedicado a la Transfiguración del Señor. Se alza sobre los restos del castillo. Investigaciones recientes han llevado a señalar que el constructor de la iglesia fue Esteve Ganaut. Una inscripción refleja que la primera piedra se colocó el 9 de noviembre de 1613. Su fachada monumental forma conjunto con el campanario, con piedra de sillería en la fachada, torre y contrafuertes. El templo, de planta rectangular, viene de modelos que la arquitectura gótica valenciana utilizó en el siglo XV, ábside poligonal y capillas laterales entre los contrafuertes. La portada-retablo es de doble cuerpo con columnas adosadas y arco de medio punto. Al exterior de las pilastras hay hornacinas con esculturas de San Miguel y San Juan Bautista arriba, en las inferiores, San Vicente Mártir y San Vicente Ferrer. Una cornisa con busto de San Pedro remata este cuerpo y sirve de base superior, que lleva pilastras jónicas y friso y remate de frontón partido. Este es el marco al relieve central de la Transfiguración.

### Civil
- Ayuntamiento. Edificio de interés arquitectónico.

## Lugares de interés
- Barrancos: La Ponsa, Peña Roja, Traguanta, Barranco de les Olles, Barranc del Mas del Carxet, Barranco de la Palanca, la Ramblella...
- Montañas: La Serra de la Creu, con el Castellet (779 m), la penyaroja(738 m), el Tossal Gros y el Piló de la Creu, la Serra del Bovalar entre el Collao y el Coll de la Bassa, que son dos pasos de montaña, y les Roques Negres.
- Fuentes: En el término existen varias fuentes naturales que se encuentran situadas en medio de paisajes privilegiados, ideales para paseos y descansos. Entre ellas, debemos destacar la Font de les Murtes, en el Mas d'en Retor, la Font Jordana, la Presola, la Ponsa, y la más pintoresca de todas, la Font de més Amunt, en cuyo trayecto se conservan restos del antiguo Peiró.

## Fiestas locales

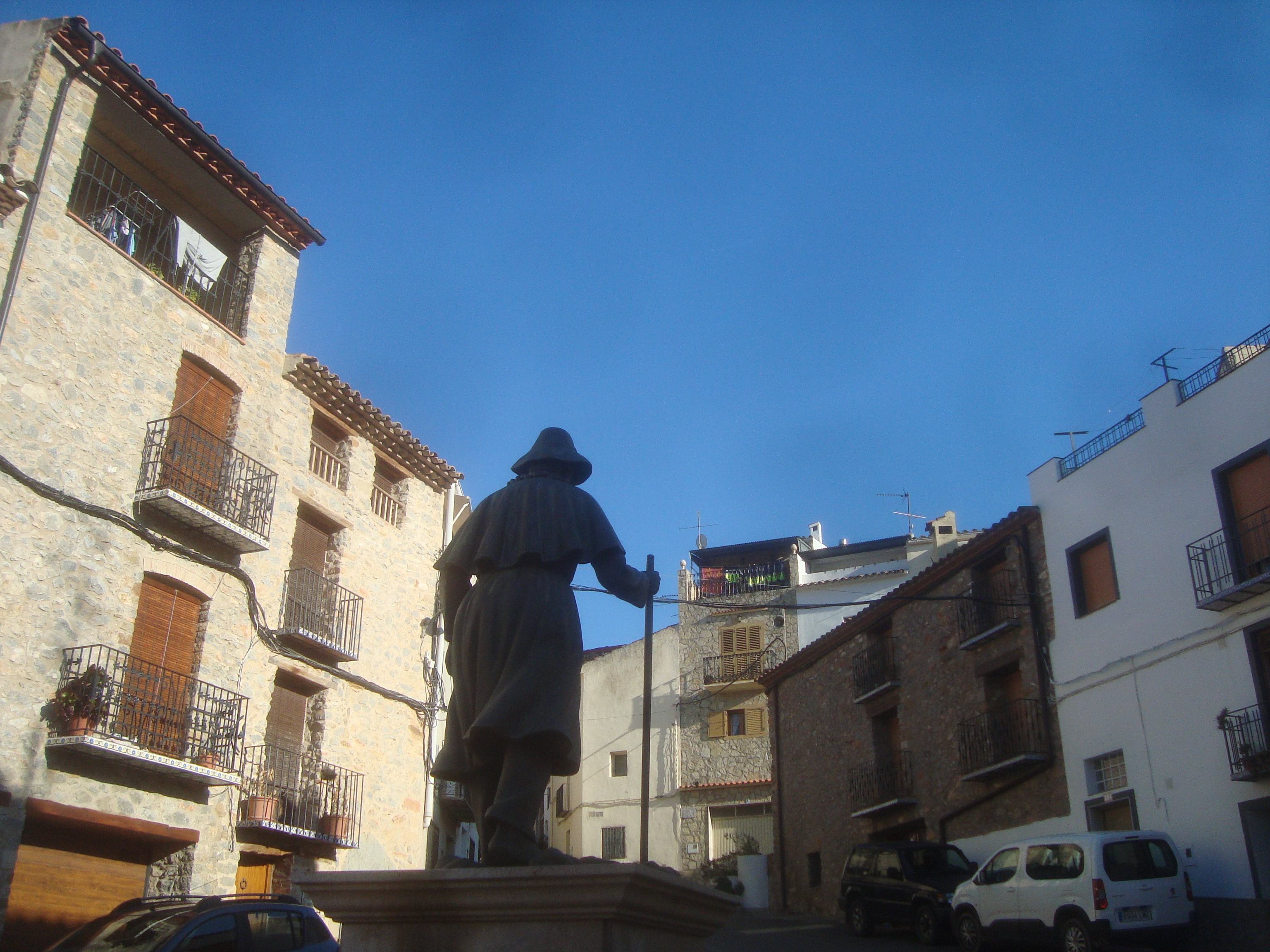
Monument a la romería dels Pelegrins de les Useres.

- Monument a la romería dels Pelegrins de les Useres.Los Peregrinos de Useras.(Oficialmente en valenciano Els Pelegrins de Les Useres). Es de destacar la peregrinación anual, el último viernes de abril conocida como los Peregrinos de Useras. Doce peregrinos y un guía caminan por senderos de montaña hasta el santuario de San Juan de Peñagolosa, donde pernoctan, para regresar el sábado. La selección de los peregrinos se hace por riguroso orden de casas siguiendo las calles del pueblo; para ser peregrino basta ser vecino o estar casado con una descendiente del pueblo. Se trata de una de las más antiguas romerías valencianas, ya que está datada en el siglo XIV. Los personajes que componen esta procesión son los siguientes: El guía, los peregrinos, los cantores, el sacerdote, el alcalde o representante del Ayuntamiento, los clavarios y las cargas. Para los peregrinos la figura del Cristo es esencial además del Padre y de la Trinidad. El lugar de peregrinaje constituye un sitio de atracción y tiene una encarnación sagrada.
- San Antonio Abad. Los panaderos, en esta fecha, fabrican unas 4800 rosquillas de una clase y unos 500 azucarados. El reparto de estos rollos se realiza en fecha más próxima a San Antonio. Antiguamente, se celebraba el día del santo, es decir, el 17 de enero.
- "Fiestas Patronales'. Se celebran durante la primera semana de agosto.

## Gastronomía

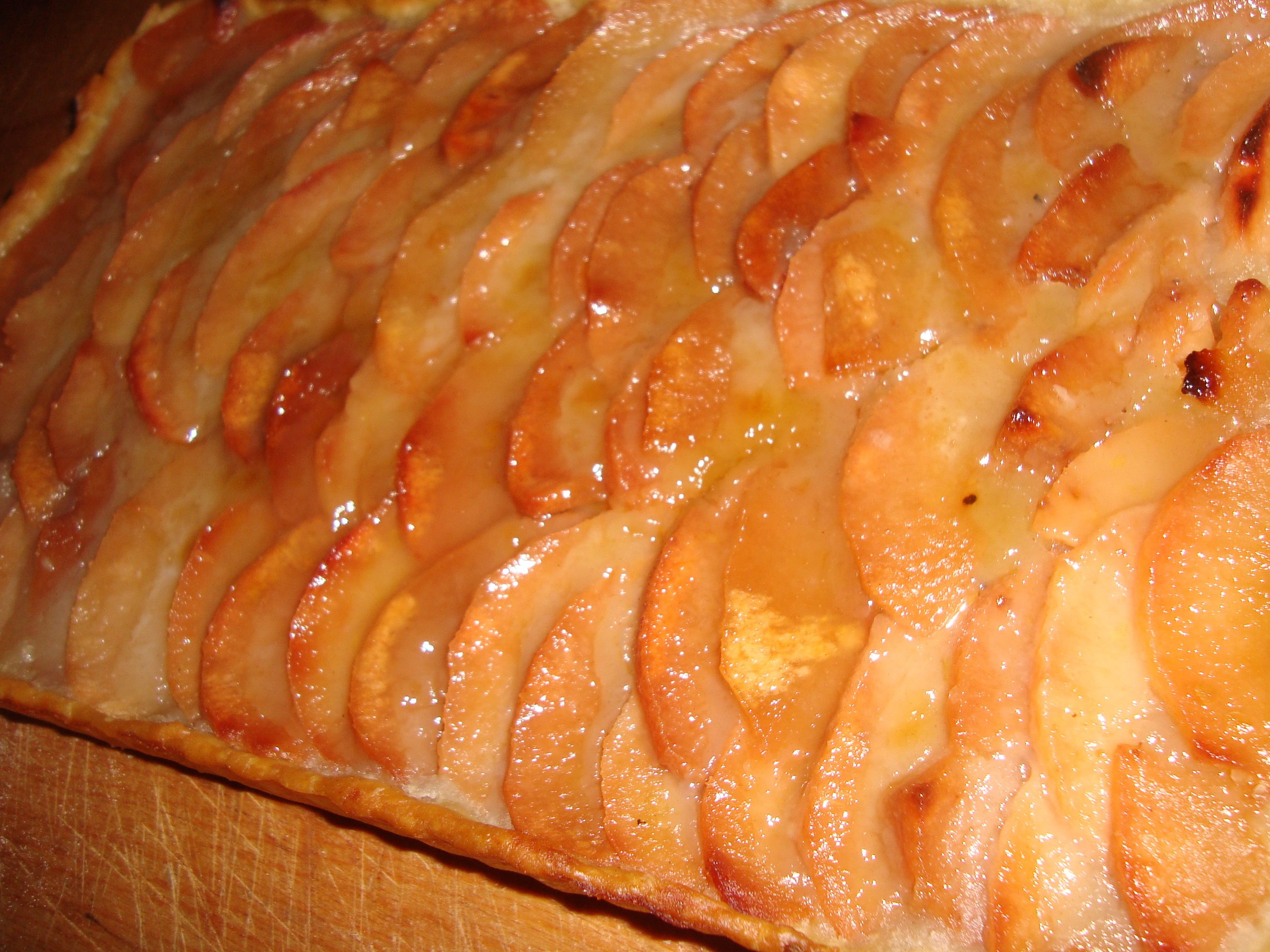
Coca de codony.

Se puede decir que la cocina de Useras es una cocina ecléctica entre la cocina de la Plana litoral hecha de platos más ligeros, en los que juegan un buen papel las verduras, y la cocina de la montaña de carnes, embutidos y legumbres secas.
- Dulces. Destacan los dulces de esta comarca, de procedencia árabe, como la "mudarra", una variante del "arrop i tallaetes", y "les orelletes", típicas de la fiesta del 3 de mayo sin olvidar los diversos tipos de "mostillo".
- El Tombet. El plato por excelencia de las tierras useranas es el "Tombet" de carne de cabrito, que ha alcanzado una merecida fama en el pueblo y en la provincia. Marca la tradición que la carne del tombet de Useras sea de cabrito, no de cordero, y fija la costumbre que el plato se encargue en la misma carnicería para llevárselo a casa, aunque hace unos años se comía en la misma tienda donde se preparaba.

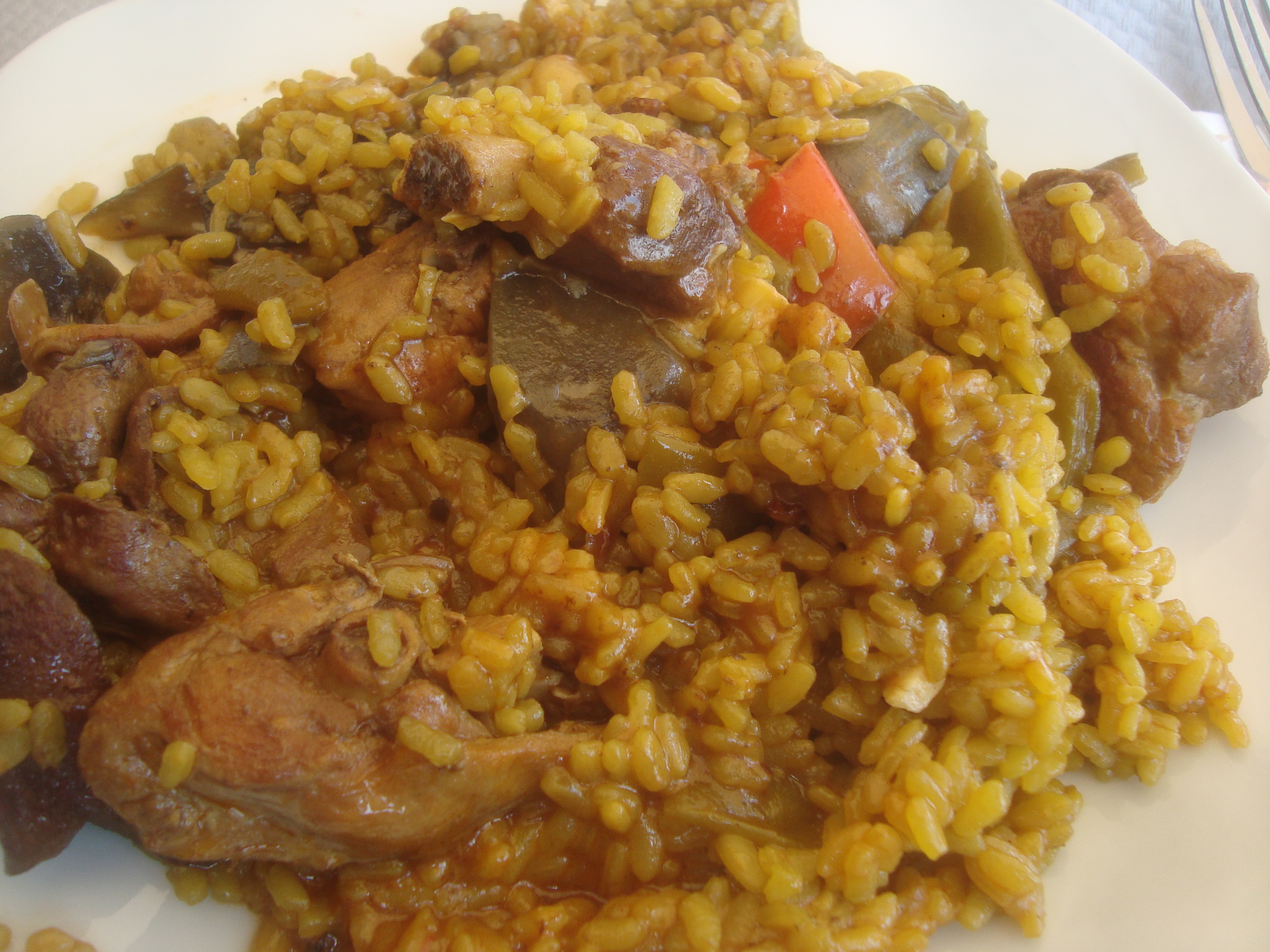
Paella, "arroç".

- Paella, "arroç".Otros platos típicos son la olla variada de verduras, la paella, las pastas de "primets" (harina, aceite y azúcar), la coca de codony, confitura de calabaza...
- Cabe destacar también el vino elaborado a partir de la uva cultivada en la localidad, con un sector vinícola creciente y en auge gracias al establecimiento de diversas bodegas, cuyos caldos pueden ser degustados durante la "Fira del Vi" que se celebra durante el mes de julio.

## Eventos deportivos
Les Useres es un pueblo en el que transcurren varias carreras de montaña y de ciclismo.
Carreras de montaña: Les Useres es muy conocido por el paso de la MIM y la CSP, en el año 2018 pasó el mundial de trail UTWC, gracias a Penyagolosa Trails. En esta localidad también se realiza una carrera de montaña, la pujada al Castellet, que tiene 2 distancias, 12 km y 20 km, pruebas que transcurren por las montañas del término.